# Dobra Góra
Dobra Góra (279 m n.p.m.) – wzniesienie w Wancerzowie, w województwie śląskim, w powiecie częstochowskim, w gminie Mstów.  Pod względem  geograficznym znajduje się na Wyżynie Wieluńskiej. 
Dobra Góra jest porośnięta lasem dębowo-brzozowym. Są w nim niewielkie wapienne skałki.
Na zboczu góry znajduje się cmentarz choleryczny z XIX wieku.